# Insaf Hemmiche
Insaf Hemmiche, née en 1973, est une nageuse algérienne.

## Carrière
Insaf Hemmiche remporte aux Jeux africains de 1991 au Caire deux médailles d'or sur 200 et 400 mètres nage libre, et deux médailles de bronze, sur 200 m nage libre et sur 4 × 100 m quatre nages.